# Tầng Drum
| Hệ/ Kỷ                                                                                   | Thống/ Thế                       | Bậc/ Kỳ                          | Tuổi (Ma) | Tuổi (Ma) |
| ---------------------------------------------------------------------------------------- | -------------------------------- | -------------------------------- | --------- | --------- |
| Ordovic                                                                                  | Dưới/Sớm                         | Tremadoc                         | trẻ hơn   | trẻ hơn   |
| Cambri                                                                                   | Phù Dung                         | Tầng 10                          | 485.4     | ~489.5    |
| Cambri                                                                                   | Phù Dung                         | Giang Sơn                        | ~489.5    | ~494      |
| Cambri                                                                                   | Phù Dung                         | Bài Bích                         | ~494      | ~497      |
| Cambri                                                                                   | Miêu Lĩnh                        | Cổ Trượng                        | ~497      | ~500.5    |
| Cambri                                                                                   | Miêu Lĩnh                        | Drum                             | ~500.5    | ~504.5    |
| Cambri                                                                                   | Miêu Lĩnh                        | Ô Lựu                            | ~504.5    | ~509      |
| Cambri                                                                                   | Thống 2                          | Tầng 4                           | ~509      | ~514      |
| Cambri                                                                                   | Thống 2                          | Tầng 3                           | ~514      | ~521      |
| Cambri                                                                                   | Terreneuve                       | Tầng 2                           | ~521      | ~529      |
| Cambri                                                                                   | Terreneuve                       | Fortune                          | ~529      | 541.0     |
| Ediacara                                                                                 | không xác định tầng động vật nào | không xác định tầng động vật nào | già hơn   | già hơn   |
| Phân chia kỷ Cambri theo ICS năm 2018. Các giai đoạn in nghiêng không có tên chính thức. |                                  |                                  |           |           |

Tầng Drum là một tầng trong thống 3 (Cambri giữa) của kỷ Cambri trong địa thời học. Tầng này nằm ngay dưới tầng Cổ Trượng và phía trên tầng 5 chưa có tên cùng một thống. Khoảng thời gian diễn ra của tầng này là từ khoảng 506,5 tới 503 Ma (Ma: Megaannum, triệu năm trước).

## Tên gọi và GSSP
GSSP lấy tại 62 m phía trên đáy của thành hệ Wheeler, kiểu địa tầng Ridge, dãy núi Drum, bang Utah, Hoa Kỳ. Tọa độ: 39°30.705′B 112°59.489′T / 39,51175°B 112,991483°T. Tên gọi được phê chuẩn năm 2006.

## Định nghĩa
Giới hạn dưới của tầng Drum được xác định theo sự xuất hiện sớm nhất của loài bọ ba thùy có danh pháp Ptychagnostus atavus. Giới hạn trên là sự xuất hiện sớm nhất của loài bọ ba thùy có danh pháp Lejopyge laevigata.